# Eerste Kamerverkiezingen 2019/Kandidatenlijst/SGP
De kandidatenlijst voor de Eerste Kamerverkiezingen van 2019 van de lijst Staatkundig Gereformeerde Partij (SGP) (lijstnummer 10) is na controle door de Kiesraad als volgt vastgesteld:
1. Schalk P. (Peter) (m), Veenendaal
2. van Dijk D.J.H. (Diederik) (m), Benthuizen
3. Stoop S. (Servaas) (m), Dirksland
4. van Leeuwen G.R. (Gert) (m), Opheusden
5. Tanis J.P. (Hans) (m), Sliedrecht
6. van de Weerd B. (Breunis) (m), Nunspeet
7. van der Waal G.A. (Gerard) (m), Ridderkerk
8. Hoek M.J.W. (Rien) (m), Gouda
9. van der Maas A.J. (Harry) (m), Aagtekerke
10. Weggeman A. (Arnold) (m), Capelle aan den IJssel
11. Bosma E.G. (Ewart) (m), Rijssen
12. Meijboom T.A. (Theo) (m), Werkendam
13. van As D. (David) (m), Apeldoorn
14. de Vries W. (Wim) (m), Veenendaal
15. Bart J. (Jos) (m), Onnen
16. Simonse J.N. (Sjaak) (m), Ens
17. Zevenbergen P.A. (Peter) (m), Alblasserdam
18. de Kruijf A. (Aart) (m), Barneveld
19. Dorst A.I.G. (Ad) (m), Yerseke
20. Boonzaaijer W. (Wouter) (m), Rotterdam

VVD · PVV · CDA · D66 · GroenLinks · SP · PvdA · ChristenUnie · Partij voor de Dieren · 50PLUS · SGP · DENK · FVD · Blanco lijst 15 · OSF
2003 · 2011 · 2015 · 2019 · 2023